# Wasmannia iheringi
Wasmannia iheringi är en myrart som beskrevs av Auguste-Henri Forel 1908. Wasmannia iheringi ingår i släktet Wasmannia och familjen myror. Inga underarter finns listade i Catalogue of Life.